# Almacenes Arias (Sevilla)
Almacenes Arias es una empresa española dedicada desde los inicios en los años treinta a la venta al por mayor y detalle de toda clase de tejidos. Su idea de despliegue está asociado al desarrollo de almacenes populares, es decir lugares donde se comercializa con textiles de saldos, a productos de ocasión, a precios baratos.

## Historia
En 1961 la empresa se especializa y divide en dos departamentos: venta al mayor y detalle. En la década de los ochenta la empresa sale del escenario de las calles céntricas para ir a polígonos industriales. Estos almacenes se habíam inaugurado el 31 de marzo de 1955.  En esta época es cuando se empieza a incorporar la tercera generación de los Arias a puestos de dirección del negocio.